# 埃玛·兰德尔
埃玛·兰德尔（英語：Emma Randall，1985年6月5日—），澳大利亚女子篮球运动员。她曾代表澳大利亚国家队参加2008年夏季奥林匹克运动会女子篮球比赛，获得一枚银牌。她也曾获2006年世界女子篮球锦标赛冠军。